# Дом терпимости (фильм)
«Дом терпимости» (фр. L'Apollonide (Souvenirs de la maison close)) — французский драматический фильм 2011 года режиссёра Бертрана Бонелло.

## Сюжет
Действие происходит в роскошном парижском борделе в начале 20-го века. В нем рассказывается о жизни группы проституток в стесненных обстоятельствах: их соперничестве, надеждах, страхах, удовольствиях и боли.

## В ролях
| Актёр             | Роль                      |
| ----------------- | ------------------------- |
| Афсия Эрзи        | Самира, «l'Algérienne»    |
| Адель Энель       | Леа, «la Poupée»          |
| Селин Саллетт     | Клотильда, «Belle cuisse» |
| Жасмин Тринка     | Жюли, «Caca»              |
| Ноэми Львовски    | Мари-Франс, «Madame»      |
| Луи-До де Ланксен | Мишо, «Michaux»           |
| Ксавье Бовуа      | Жак, «Jacques»            |
| Жак Ноло          | Морис, «Maurice»          |
| Эстер Гаррель     | проститутка, «prostitute» |

## Награды и номинации
- «Сезар» (2012) — премия «Лучшие костюмы», номинации — «Лучший оператор», «Лучшая музыка», «Лучший художник-постановщик», «Лучший звук», «Лучшая актриса второго плана», «Самая многообещающая актриса» (2).

## Премьера
- 16 мая 2011 года — Франция, Каннский кинофестиваль
- 3 июля 2011 года — Франция, Международный кинофестиваль в Ла Рошели
- 10 сентября 2011 года — Канада, Международный кинофестиваль в Торонто
- 17 сентября 2011 года — Греция, Кинофестиваль в Афинах
- 7 октября 2011 года — Канада, Международный кинофестиваль в Ванкувере
- 8 октября 2011 года — Бразилия, Международный кинофестиваль в Рио-де-Жанейро
- 24 октября 2011 года — Япония, Международный кинофестиваль в Токио
- 25 ноября 2011 года — США
- 27 января 2012 года — Великобритания
- 31 января 2012 года — Нидерланды, Международный кинофестиваль в Роттердаме
- 28 марта 2012 года — Гонконг, Международный кинофестиваль в Гонконге
- 12 апреля 2012 года — Аргентина, Международный кинофестиваль независимого кино в Буэнос-Айресе
- 19 апреля 2012 года — Германия
- 29 апреля 2012 года — Испания
- 13 декабря 2012 года — Россия